# Alain Villiard
Alain Villiard (Montréal, 25 maggio 1965) è un ex sciatore alpino canadese, vincitore della Nor-Am Cup nel 1987.

## Biografia
Villiard, sciatore polivalente originario di Saint-Sauveur, debuttò in campo internazionale in occasione dei Mondiali juniores di Sestriere 1983; nel 1987 vinse la Nor-Am Cup e l'anno dopo ai XV Giochi olimpici invernali di Calgary 1988, sua unica presenza olimpica, si classificò 14º nello slalom speciale e non completò il supergigante e lo slalom gigante.
In Coppa del Mondo conquistò il primo piazzamento il 6 gennaio 1990 a Kranjska Gora in slalom speciale (12º) e il miglior risultato il giorno successivo nelle medesime località e specialità (8º); si ritirò all'inizio della stagione 1991-1992 e il suo ultimo piazzamento in carriera fu il 19º posto ottenuto nello slalom speciale di Coppa del Mondo disputato il 24 novembre a Park City. Non ottenne piazzamenti iridati.

## Palmarès

### Coppa del Mondo
- Miglior piazzamento in classifica generale: 65º nel 1990

### Nor-Am Cup
- Vincitore della Nor-Am Cup nel 1987[1]
- Vincitore della classifica di slalom speciale nel 1987[1]

### Campionati canadesi
- 6 ori (slalom gigante, slalom speciale nel 1987; slalom gigante, slalom speciale nel 1989; slalom speciale, combinata nel 1991)[2]